# مهریان (زرقان)
مهریان، روستایی در دهستان رحمت‌آباد بخش رحمت‌آباد شهرستان زرقان در استان فارس ایران است. این روستا، مرکز دهستان رحمت‌آباد است.

## جمعیت
بر پایه سرشماری عمومی نفوس و مسکن در سال ۱۳۹۵، جمعیت این روستا برابر با ۶۹۸ نفر (۲۱۷ خانوار) بوده است.